# Epiphragma (Lipophragma) garrigoui
Epiphragma (Lipophragma) garrigoui is een tweevleugelige uit de familie steltmuggen (Limoniidae). De soort komt voor in het Australaziatisch gebied.